# Eine Pyramide für mich
Eine Pyramide für mich ist ein deutscher Spielfilm der DEFA von Ralf Kirsten aus dem Jahr 1975 nach dem gleichnamigen und preisgekrönten Roman von Karl-Heinz Jakobs von 1971.

## Handlung
Prof. Dr. Paul Satie, Mitte vierzig, ein Spezialist für geologische und hydrologische Fragen, ist auf dem Weg zu einer wichtigen Konferenz, auf der er seinen Widerspruch zum Neubau eines Staudamms begründen will. Kurz vor dem Ziel, in Wolfsgrün, verlässt er die Bahn, um sich an seine Anfänge im beruflichen Leben zu erinnern, denn hier hatte er vor etwa zwanzig Jahren an dem ersten Staudamm mit gebaut, der jetzt zu klein geworden ist. In dessen Nähe sucht er nun ein Denkmal, welches er und seine Brigade in Form einer Pyramide im April 1949 errichteten. Paul Satie findet den Sockel, entziffert mühsam die Inschrift: „Am 22. April 1949 schlug unser Jugendfreund Satie die erste Fichte beim Bau unseres gewaltigen Staudamms. Ewiger Ruhm unserer Brigade“. Der Sockel ist ein wenig abgesackt, steht etwas schief, aber er steht, und moosbewachsen ist er auch. Auf dem Rückweg zum Bahnhof trifft er den Bauern Balaschin, der ihn mit seinem Pferdefuhrwerk mit zurück zum Bahnhof nimmt.
Balaschin war und ist immer noch ein Gegner Saties. Ihm haben die jungen Bauleute in blindem Eifer eine Straße durchs Gehöft geschlagen und damit auch durch sein Leben. Er spekulierte über die Jahre auf den Zusammenbruch der sozialistischen Gesellschaft und ist nicht in den Westen gegangen, um den mit zu erleben. Durch ihn erfährt Paul, dass verschiedene seiner Mitstreiter noch immer in Wolfsgrün sind. So auch Annie, die ein kleines Hotel betreibt. Von ihr erfährt er, dass auch seine damalige Freundin Hanka noch hier ist und jetzt eine leitende Funktion im Kaliwerk innehat. Sie möchte er treffen, nimmt sich ein Hotelzimmer und geht zum Friseur. Dieser ist sein ehemaliger Freund Trümpi aus der Staudammbrigade, der wieder in seinen ehemaligen Beruf zurückgekehrt ist und den er erst nach längerer Zeit wiedererkennt.
Am nächsten Tag macht sich Paul auf die Suche nach Hanka. Sie hat er 1951 auf seinem Weg zum Studium auf der Baustelle zurückgelassen, mit dem Versprechen, sie nachzuholen, wenn er in Dresden eine vernünftige Unterkunft gefunden hat. Bei ihren mehrmaligen Versuchen, ihn im Wohnheim zu finden, konnte sie kein Glück haben, denn er war gleich nach seiner Ankunft bei Margot eingezogen, die ebenfalls am Staudamm gearbeitet hatte und mit der er heute verheiratet ist. So konnte er nicht erfahren, dass Hanka ein halbes Jahr später einen Jungen von ihm bekam.
Diese ganzen Erlebnisse haben ein Umdenken in Paul Satie bewirkt und er wird seine ablehnende Begründung zum neuen Staudammbau zurückziehen.

## Produktion
Eine Pyramide für mich wurde von der Künstlerischen Arbeitsgruppe „Babelsberg“ auf ORWO-Color gedreht. Der Film kam erst nach zahlreichen Änderungen und Umschnitten mit einjähriger Verspätung in die Kinos.
Die Uraufführung fand am 4. Dezember 1975 im Berliner Kino Kosmos statt. Die Erstausstrahlung im Fernsehen der DDR erfolgte am 19. August 1977 im 2. Programm.
Für die Romanvorlage von 1971 erhielt der Autor Karl-Heinz Jakobs 1972 den Heinrich-Mann-Preis.

## Kritik
Helmut Ulrich schrieb in der Neuen Zeit, dass die Drehbuchautoren wohl zu viel aus dem Buch übernehmen wollten. Die Konturen der Figuren wirken auch nicht so klar wie im Roman. Die beiden Zeitebenen der Handlung, die durch harte Schnitte getrennt wurden, sind stilistisch kaum zu unterscheiden.
Für Günter Sobe von der Berliner Zeitung war der Film, trotz mancher Einwände, das respektabelste Werk Ralf Kirstens.
Das Lexikon des internationalen Films schreibt, dass die interessante Thematik über manche künstlerische Schwäche hinweg hilft. Die brisante Thematik des Films, seine Kritik an der DDR-Aufbaugeneration, erzwang Umschnitte und Kürzungen, bis die Kinofreigabe erfolgte.